# Czesław Szczerbo-Niefiedowicz
Czesław Szczerbo-Niefiedowicz (ur. 10 października 1899 w Białymstoku) – plutonowy Wojska Polskiego, kawaler Orderu Virtuti Militari.

## Życiorys
Urodził się 10 października 1899 w Białymstoku, w rodzinie Józef i Weroniki z Bydryńskich. W czasie wojny domowej w Rosji walczył w szeregach 2 Pułku Strzelców Polskich na Syberii, będącego protoplastą 83 Pułku Strzelców Poleskich.
W 1931 mieszkał w Radomiu i pracował jako urzędnik.

## Ordery i odznaczenia
- Krzyż Srebrny Orderu Wojskowego Virtuti Militari nr 7780 – 22 czerwca 1922[2][3][4]
- Krzyż Walecznych[1]
- Medal Niepodległości – 9 listopada 1931 „za pracę w dziele odzyskania niepodległości”[5]
- Medal Międzysojuszniczy „Médaille Interalliée”[1]